# Das Majorat
Das Majorat ist eine Novelle von E. T. A. Hoffmann, die in erzählerischer Form die Ablösung des mittelalterlichen Erbrechtes des ältesten männlichen Nachkommen (Majorat) während zeitgenössischer gesellschaftlicher Umbrüche anhand einer Familiengeschichte darstellt. Sie erschien erstmals 1817 in seiner zweiteiligen Sammlung Nachtstücke, herausgegeben von dem Verfasser der Fantasiestücke in Callots Manier im Verlag Georg Reimer in Berlin 1816/17.

## Inhalt und erzählerische Organisation
Der erste Teil der Nachtstücke enthält die Erzählungen Der Sandmann, Ignaz Denner, Die Jesuiterkirche in G., Das Sanctus; der zweite Das öde Haus, Das Majorat, Das Gelübde, Das steinerne Herz.
Der Text von Das Majorat präsentiert sich als zweiteilige Ich-Erzählung, die erzählte Zeit erstreckt sich von der letzten Dekade des 18. zur zweiten Dekade des 19. Jahrhunderts und umfasst damit die Zeit der Unruhe, die Europa nach der Französischen Revolution erfasst hatte, bis etwa zum Ende der napoleonischen Kriege. Während sich der erste Teil aus dem eigenen Erleben des Ich-Erzählers Theodor speist, enthält der zweite Teil als Rückblende bis in das Jahr 1760 die Chronik der freiherrlich von R.schen Familie vom Zeitpunkt der Stiftung des Majorats bis zum Tod des letzten Freiherrn von R., der um 1800 eintritt. Diese Chronik wird so wiedergegeben, wie sie dem Ich-Erzähler von seinem Großonkel berichtet wurde, der während dieser ganzen Zeit Justiziar der Familie von R. war. Die analytische Erzählweise, die zunächst einen fragmentarischen Ausschnitt der dargestellten Welt bietet, um dann einen erklärenden Kontext nachzuliefern, ist nicht untypisch für Hoffmann. Sie kann auf seine Erfahrungen bei der Herstellung juristischer Texte bezogen werden: Die Richter des zeitgenössischen Inquisitionsverfahrens ermittelten zunächst den unmittelbaren Sachverhalt eines Verbrechens, das sie dann in einen größeren, erklärenden Kontext – die sog. „Geschichtserzählung“ einbauten, die zur Grundlage des Urteils wurde.
Im Jahr 179_ wird der damals noch junge Ich-Erzähler von seinem Großonkel V. aufgefordert, ihn in der Funktion eines Sekretärs bei einer seiner regelmäßigen Reisen auf das Stammschloss der Familie von R. an der Kurischen Nehrung zu begleiten. Diese Reise hat alle Merkmale einer Einführung in die Welt der Erwachsenen, die geprägt ist von beruflichen und gesellschaftlichen Anforderungen, von sozialen – hier noch ständischen – Unterschieden und von der Geschlechterdifferenz. Das Schloss, in dem sie sich mit der herbstlichen Jagdgesellschaft des Majoratsherrn aufhalten, trägt schon die Zeichen des Verfalls, und es ist der Ort beunruhigender Erscheinungen aus der Vergangenheit, die der Großonkel zu „bannen“ weiß. Aber auch das gesellschaftliche Leben hält Prüfungen für Theodor bereit: Er bewährt sich mit Glück bei der Jagd und verliebt sich in Seraphine, die Gattin des Majoratsherrn, so dass ihn der Großonkel als Mentor vor den Folgen seines jugendlichen Irrens beschützen muss. Insgesamt bleiben ihm die Erlebnisse und Begegnungen der Reise rätselhaft, so dass es der Großonkel als seine Aufgabe ansieht, ihn im folgenden Sommer in die weiteren Zusammenhänge, d. h. in die Geschichte der Familie von R. einzuweihen.
Der alte Roderich von R. hatte für den Stammsitz seines Geschlechts ein Majorat errichtet, um wenigstens die jeweils ältesten Söhne und ihre Familien an einen Ort zu binden und der Familie auf diese Weise Dauer zu verleihen. Derart dynastische Absichten erschienen schon dem Zeitgenossen und Juristen V. anachronistisch und gefährlich, weil sie alle nachgeborenen Geschwister benachteiligen. Das Majorat gibt den Brüderkonflikten Anlass und Form und fördert so den Untergang des Hauses von R., der denn auch in der Enkelgeneration eintritt. 1760 stirbt der alte Roderich, während gleichzeitig der Turm einstürzt, in dem er sich astronomischen und womöglich auch astrologischen Studien hingegeben hatte. Sein ältester Sohn Wolfgang wird neuer Majoratsherr – und prompt vom Diener Daniel ermordet, mit Zustimmung des jüngeren Bruders Hubert. Hubert tritt nun das Erbe an, wohl wissend, dass Wolfgang einen Sohn aus der Ehe hat, die er vor dem Vater geheim halten musste. Als Hubert stirbt, tritt dessen Sohn als Anwärter auf, doch der Justitiar V. sorgt dafür, dass nun der wahre Nachfolger, eben Wolfgangs Sohn Roderich, in sein Recht gesetzt wird. Dessen Ehe mit der Cousine Seraphine bleibt kinderlos; Seraphine stirbt kurz nach der Begegnung mit Theodor, und mit Roderich (dem Enkel) geht das Geschlecht unter. Das Majorats-Gut fällt an den Staat, der aus den Trümmern des Schlosses den Leuchtturm errichtet, den zu bauen der alte Roderich in seinem Testament aufgefordert hatte. Die Erzählung endet mit einem melancholischen Kommentar des Ich-Erzählers: „Armer alter, kurzsichtiger Roderich! welche böse Macht beschworst du herauf, die den Stamm, den du mit fester Wurzel für die Ewigkeit zu pflanzen gedachtest, im ersten Aufkeimen zum Tode vergiftete.“

## Personen der Handlung
Familie von R.:
1. Roderich von R. (‚der Ältere‘, Majoratsstifter, † 1760)
2. Wolfgang von R. (ältester Sohn von 1, † nach 1760), „geheim“ (als „Born“) verheiratet mit Julie von St. Val
3. Hubert von R. (zweiter Sohn von 1, † „mehrere“ Jahre später), verheiratet mit N. N., 2 Söhne (Hubert und N. N., der im russischen Militärdienst fällt); 1 Tochter (Seraphine)
4. Hubert von R. (Sohn von 3, Prätendent, † im russischen Militärdienst)
5. Roderich von R. (aus der „geheimen“ Ehe von 2), verheiratet mit Seraphine (Tochter von 3), † wohl nach 1810

Die Diener:
- Daniel (bei Roderich d. Ä. und Hubert)
- Franz (bei Wolfgang und Roderich d. J.)

Die bürgerlichen Beobachter:
- Justitiar V.
- Theodor, Großneffe des Justitiars und Ich-Erzähler

## Interpretation
Der Versuch, mit der Einrichtung des Majorats die Zukunft der Familie zu bestimmen und ihr Dauer zu geben, ist misslungen, schon weil er den sozialen Wandel (der sich in der Zeit der Französischen Revolution unverkennbar beschleunigt) nicht berücksichtigen kann. Das Majorat gibt den unvermeidlichen Konflikten zwischen den Vätern und den Söhnen eine Form, die sie immer mit der Zukunft der Familie verbindet. Das dynastische Prinzip stärkt die Macht der Väter und verhindert die Konkurrenz der Söhne so, dass sie in Hass und Zerstörungswut umschlagen muss. In gewisser Weise liefert Hoffmanns Text einen rationalen und sozialgeschichtlich grundierten Kommentar zur katastrophalen Entwicklung der Konflikte zwischen dem Vater und den Söhnen in Schillers Schauspiel Die Räuber (1781), das er mehrfach zitiert. Aber gleichzeitig findet sich bei Hoffmann auch der Hinweis auf eine Alternative, nämlich die bürgerliche Herstellung familiärer Kontinuität, die sich nicht mehr auf die direkte Generationenfolge stützen muss: In einer entscheidenden Phase seiner Entwicklung nimmt der Justitiar V., der sich am Ende seines Lebens weiß, die Erziehung seines Großneffen in die Hand und bringt diesen gleichsam auf die Lebensbahn, die ihn dahin bringt, das Unglück der adligen Familie übersehen und als unvermeidlich (deshalb melancholisch) beurteilen zu können. Dauer wird nicht durch einen Machtspruch erreicht, sondern durch die Vermittlung von Wissen und Werten, die das Gelingen des Lebens ermöglichen; Justitiar V. verbietet seinem Zögling die unmögliche Liebe zu Seraphine nicht (wie der alte Roderich seinem Sohn Wolfgang die Verbindung mit Julie von St. Val), er vermittelt ihm – ironisch, beiläufig – die Einsicht, dass diese Liebe unmöglich ist. Insofern liefert Hoffmanns Text einen Beitrag zur Aufwertung der bürgerlichen Familie und der bürgerlichen Erziehung, die für das 19. Jahrhundert charakteristisch werden wird. Es sind nicht umsonst die Bürger, die die Gespenster der adligen Vergangenheit zu bannen vermögen – und die ihrer Zukunft eine eigene rechtliche (juristisch informierte) Form zu geben vermögen.
In der bürgerlichen Erziehung – das wäre ein zweites Thema – spielt das literarische Erzählen eine gewichtige Rolle. Wenn aber dieses Erzählen erzieherische, bildende Funktionen entfalten soll, dann müssen auch die überkommenen Rezeptionshaltungen überwunden werden. Dies macht der Text Hoffmanns deutlich, als Theodor seine nächtliche Lektüre in Schillers Der Geisterseher unmittelbar auf seine Umwelt projiziert, so dass Angst und Handlungsunfähigkeit entstehen, die erst durch das Gespräch mit dem Großonkel überwunden werden können. Vor diesem Hintergrund ist auch die schädliche Wirkung zu verstehen, die der „Genuss“ von trivialen Musikstücken auf Seraphine hat; sie bringen die Symptome einer „Krankheit“ zum Vorschein, die nicht mehr geheilt werden kann.